# 阿热莱斯加佐斯特
阿热莱斯加佐斯特（法語：Argelès-Gazost，法語發音：[aʁʒəlɛs ɡazɔst] ⓘ），法国西南部城市，奥克西塔尼大区上比利牛斯省的一个市镇，同时也是该省的一个副省会，下辖阿热莱斯加佐斯特区，其市镇面积为3.05平方公里，2022年1月1日时人口数量为2,805人，在法国城市中排名第3,809位。
阿热莱斯加佐斯特位于上比利牛斯省西南部，阿赞河与波河交汇处左岸，是一个区域性的中心城市和交通枢纽，因当地的温泉疗养中心而闻名。

## 地名来源
“Argelès”出自拉丁语“argilla”，本意为“石灰”，引申含义为“土地”，可能与当地的自然地理特征有关。在卡西尼地图中，当地以“Argellez”的形式被标记。“Gazost”为阿热莱斯加佐斯特东部的一个独立市镇，因温泉而闻名，其名称来源及含义尚不清楚，该名称自1896年起成为当地官方名称的一部分。
阿热莱斯加佐斯特所处区域历史上曾通行加斯科涅方言，“Argelès-Gazost”对应的奥克语拼写为“Argelèrs de Gasòst”。
此外，因翻译标准不同，“Argelès-Gazost”在部分汉语资料中被译为含有连字号的阿热莱斯-加佐斯特。

## 历史

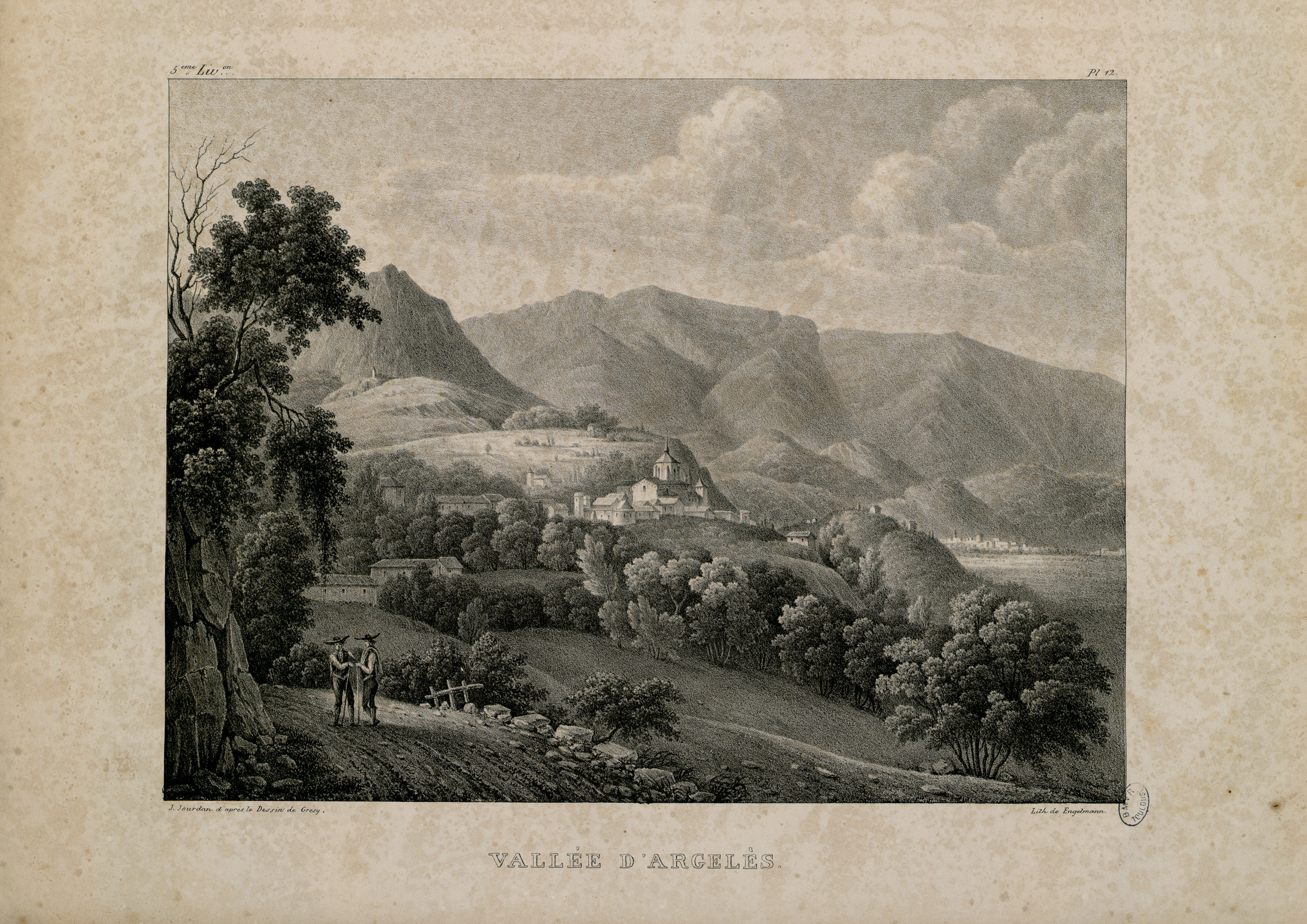
19世纪初的阿热莱斯

阿热莱斯加佐斯特的早期起源尚不清楚，其所处的拉沃当地区分布有新石器时期的人类活动遗迹。根据当地官方网站的论述，1371年，安茹公爵路易一世与拉沃当领主签订协议，阿热莱斯获得路费征收权，当地开始形成集市，其商品包含了各类农牧产品。17世纪末，阿热莱斯的商业贸易达到顶峰，来自外地的皮革、织布等产品亦在此出现。18世纪时，阿热莱斯行政大楼建成，后成为当地市政府所在地。法国大革命后，阿热莱斯成为上比利牛斯省的一个市镇，并在1790至1795年间成为该省的地区行署，后改为副省会。1824年，维约扎克（Vieuzac）整体并入阿热莱斯的市镇范围。1871年，途径阿热莱斯的卢尔德－皮埃尔菲特-内斯塔拉铁路建成通车。1882年，来自巴黎的商人埃克托·萨塞尔（Hector Sassère）购买了加佐斯特的一处温泉，通过一条水渠将泉水引入阿热莱斯，并在此修建了温泉疗养中心，阿热莱斯由此成为法国比利牛斯山区的一处旅游疗养胜地。1896年，“加佐斯特”成为当地官方名称的一部分。1926年，阿热莱斯加佐斯特副省政府被撤销，1942年被重设。1988年，途径阿热莱斯加佐斯特的铁路线关闭，其部分路段被开辟为步行绿道。

## 地理

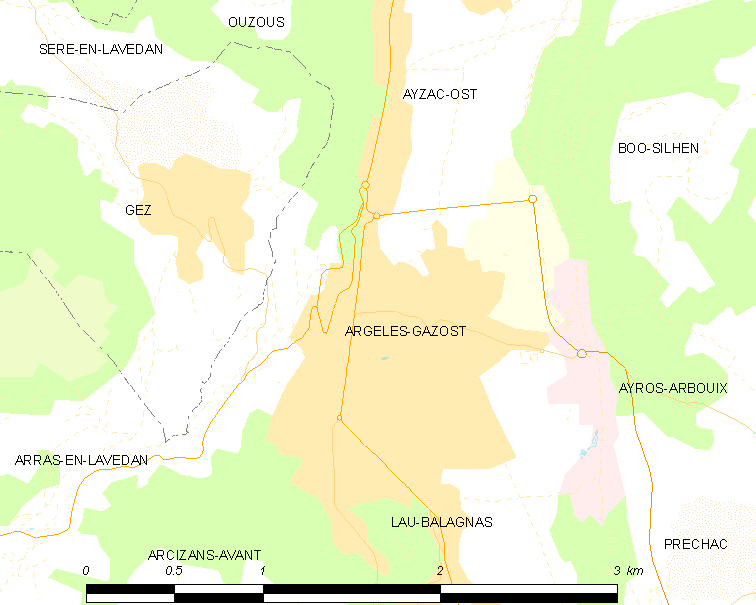
阿热莱斯加佐斯特市镇范围地图

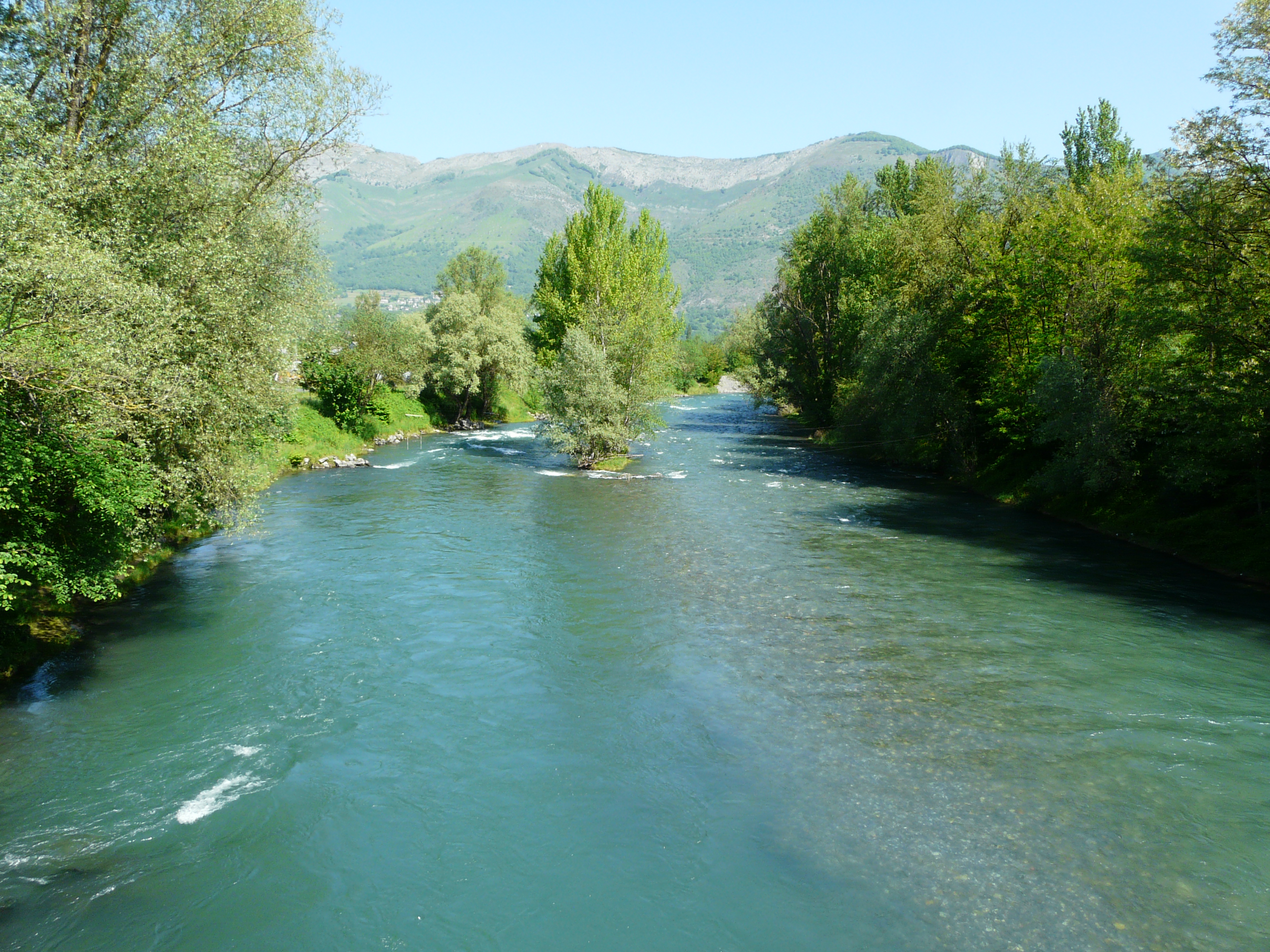
波河阿热莱斯加佐斯特段

阿热莱斯加佐斯特位于法国西南部，奥克西塔尼大区西南部和上比利牛斯省西南部，距离省会塔布大约36公里。与阿热莱斯加佐斯特接壤的市镇包括：热兹、艾扎克奥斯特、博奥西扬、拉沃当地区阿拉斯、阿尔西藏阿旺、艾罗斯-阿尔布伊克斯和洛巴拉尼亚。

### 地形
阿热莱斯加佐斯特位于比利牛斯山北部的一处河谷内，境内以河流冲积平原为主，市镇中心地势较为平坦，四周为高耸的山脉，全境海拔在412到600米之间。

### 水文
阿热莱斯加佐斯特位于阿杜尔河流域范围内，波河自南向北流经市镇东境，其在阿热莱斯加佐斯特附近的河段又被称为“拉沃当河”，该河左岸支流阿赞河自西向东流经市镇南部。

### 植被
阿热莱斯加佐斯特属于温带阔叶混交林区，镇中心的温泉公园（Parc Thermal）是当地主要的城市绿地，林地则多分布于市镇范围西部的丘陵地区。
在鲜花城市的评比中，阿热莱斯加佐斯特被评为3星级鲜花城市。

### 气候
阿热莱斯加佐斯特在柯本气候分类法中属于带有温带海洋性气候和地中海气候特征的山地气候，受比利牛斯山影响，当地常出现焚风气候，气温高于同纬度同海拔区域。
距离阿热莱斯加佐斯特最近的常年气象站位于艾罗斯-阿尔布伊克斯境内，以下为该气象站的数据（其中日照数据取自塔布）：
| 艾罗斯-阿尔布伊克斯 1981年－2019年 | 艾罗斯-阿尔布伊克斯 1981年－2019年 | 艾罗斯-阿尔布伊克斯 1981年－2019年 | 艾罗斯-阿尔布伊克斯 1981年－2019年 | 艾罗斯-阿尔布伊克斯 1981年－2019年 | 艾罗斯-阿尔布伊克斯 1981年－2019年 | 艾罗斯-阿尔布伊克斯 1981年－2019年 | 艾罗斯-阿尔布伊克斯 1981年－2019年 | 艾罗斯-阿尔布伊克斯 1981年－2019年 | 艾罗斯-阿尔布伊克斯 1981年－2019年 | 艾罗斯-阿尔布伊克斯 1981年－2019年 | 艾罗斯-阿尔布伊克斯 1981年－2019年 | 艾罗斯-阿尔布伊克斯 1981年－2019年 | 艾罗斯-阿尔布伊克斯 1981年－2019年 |
| 月份                               | 1月                                | 2月                                | 3月                                | 4月                                | 5月                                | 6月                                | 7月                                | 8月                                | 9月                                | 10月                               | 11月                               | 12月                               | 全年                               |
| ---------------------------------- | ---------------------------------- | ---------------------------------- | ---------------------------------- | ---------------------------------- | ---------------------------------- | ---------------------------------- | ---------------------------------- | ---------------------------------- | ---------------------------------- | ---------------------------------- | ---------------------------------- | ---------------------------------- | ---------------------------------- |
| 历史最高温 °C（°F）                | 24 (75)                            | 25.5 (77.9)                        | 27.5 (81.5)                        | 33 (91)                            | 34 (93)                            | 39.2 (102.6)                       | 40 (104)                           | 41.5 (106.7)                       | 36 (97)                            | 33 (91)                            | 28.5 (83.3)                        | 27.5 (81.5)                        | 41.5 (106.7)                       |
| 平均高温 °C（°F）                  | 10.7 (51.3)                        | 11.8 (53.2)                        | 14.2 (57.6)                        | 15.8 (60.4)                        | 19.6 (67.3)                        | 23 (73)                            | 25.4 (77.7)                        | 25.4 (77.7)                        | 22.8 (73.0)                        | 19.3 (66.7)                        | 13.9 (57.0)                        | 11.3 (52.3)                        | 17.8 (64.0)                        |
| 日均气温 °C（°F）                  | 6.1 (43.0)                         | 6.9 (44.4)                         | 9.1 (48.4)                         | 10.6 (51.1)                        | 14.3 (57.7)                        | 17.7 (63.9)                        | 19.9 (67.8)                        | 19.9 (67.8)                        | 17.2 (63.0)                        | 14 (57)                            | 9.2 (48.6)                         | 6.9 (44.4)                         | 12.7 (54.9)                        |
| 平均低温 °C（°F）                  | 1.5 (34.7)                         | 2 (36)                             | 4 (39)                             | 5.5 (41.9)                         | 9 (48)                             | 12.3 (54.1)                        | 14.4 (57.9)                        | 14.3 (57.7)                        | 11.6 (52.9)                        | 8.8 (47.8)                         | 4.5 (40.1)                         | 2.5 (36.5)                         | 7.5 (45.5)                         |
| 历史最低温 °C（°F）                | −17.5 (0.5)                        | −13 (9)                            | −10 (14)                           | −4.2 (24.4)                        | −1.5 (29.3)                        | 3 (37)                             | 6 (43)                             | 4 (39)                             | 2 (36)                             | −2 (28)                            | −9 (16)                            | −8 (18)                            | −17.5 (0.5)                        |
| 平均降水量 mm（）                  | 102.8 (4.05)                       | 75.6 (2.98)                        | 83.2 (3.28)                        | 106.2 (4.18)                       | 95.1 (3.74)                        | 71 (2.8)                           | 56.6 (2.23)                        | 62 (2.4)                           | 72.5 (2.85)                        | 84.9 (3.34)                        | 113.7 (4.48)                       | 107.8 (4.24)                       | 1,031.4 (40.61)                    |
| 月均日照時數                       | 118.3                              | 129.2                              | 169.2                              | 170.2                              | 189.1                              | 197.9                              | 204.9                              | 206                                | 189.8                              | 150.6                              | 117.5                              | 108.7                              | 1,951.2                            |
| 来源：infoclimat.fr                |                                    |                                    |                                    |                                    |                                    |                                    |                                    |                                    |                                    |                                    |                                    |                                    |                                    |

## 行政区划
阿热莱斯加佐斯特的市镇编号为65025，邮政编号为65400。
在行政管理方面，阿热莱斯加佐斯特是法国奥克西塔尼大区上比利牛斯省的一个副省会，下辖阿热莱斯加佐斯特区；在地方选举方面，阿热莱斯加佐斯特是激流谷县的中央投票站所在地，其市镇范围全境被划入上比利牛斯省第二选区；在社会管理方面，阿热莱斯加佐斯特是比利牛斯激流谷市镇公共社区的办公驻地。
法国国家统计与经济研究所（简称）在进行数据统计时，将阿热莱斯加佐斯特及相邻的另外12个市镇设为阿热莱斯加佐斯特城市核心区以及阿热莱斯加佐斯特城市区。自2020年起，阿热莱斯加佐斯特城市区被包含19个市镇的阿热莱斯加佐斯特城市辐射区代替。此外，还将阿热莱斯加佐斯特市镇整体看作一个“块区”（IRIS），以便于统计人口分布情况。

## 交通

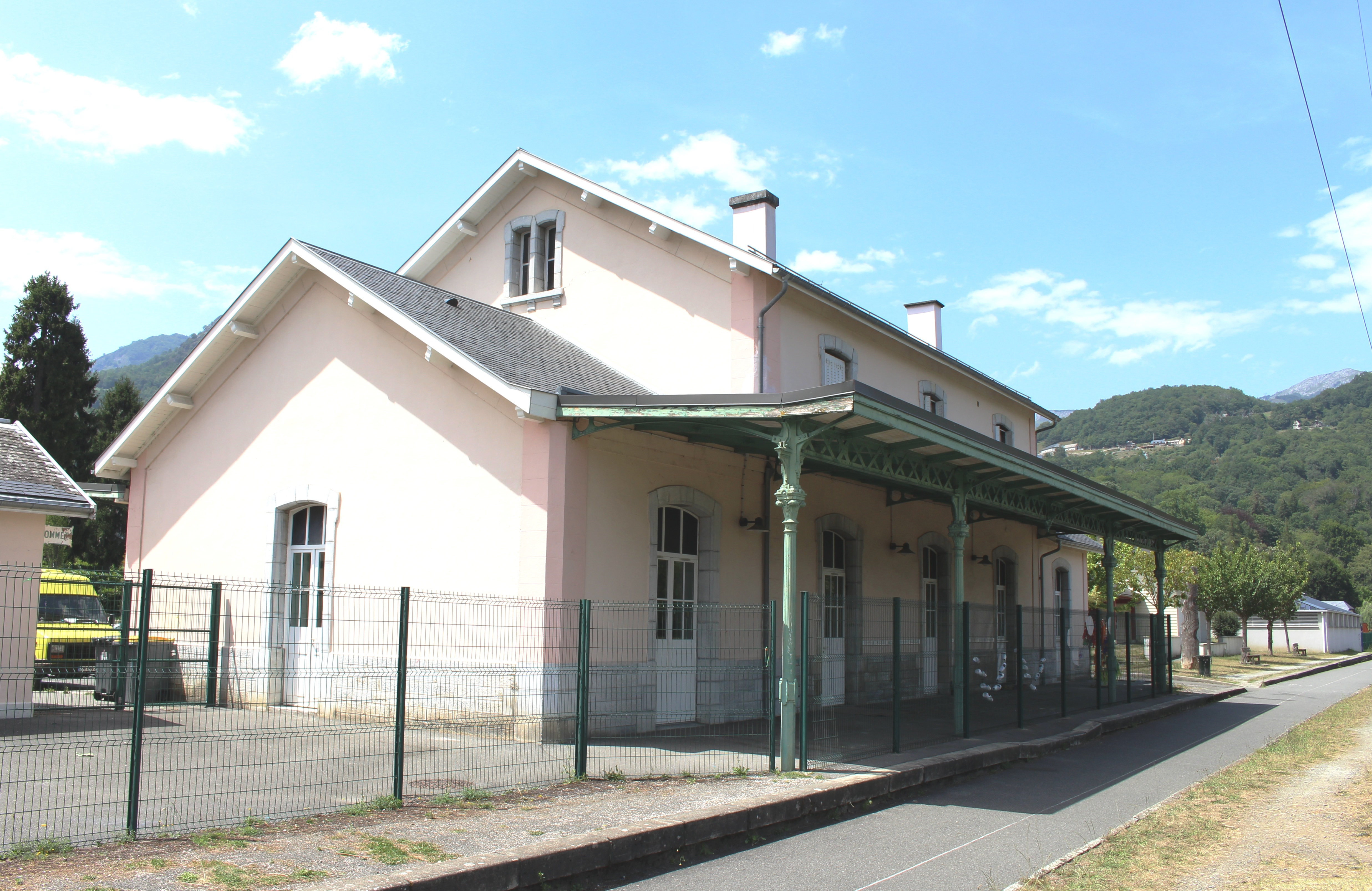
阿热莱斯火车站站房旧址

### 公路
上比利牛斯省省道D101线、D102线、D821线、D918线和D921B线在阿热莱斯加佐斯特境内交汇，奥克西塔尼大区下属的城际客运提供巴士线路，可前往周边部分市镇。
| 12 | 31 |

| 塔布 | 36 |

| 卢尔德 | 12 |

| 奥洛龙-圣玛丽 | 71 |

2019年，54%的阿热莱斯加佐斯特家庭拥有至少一辆私人汽车。2019年，阿热莱斯加佐斯特境内共发生各类交通事故2起，造成1人遇难，2人受伤，其中1人重伤。

### 铁路
阿热莱斯加佐斯特位于卢尔德－皮埃尔菲特-内斯塔拉铁路上，该铁路已于1988年关闭。
距离阿热莱斯加佐斯特最近的运营中的铁路客运车站为14公里外的卢尔德站，该站停靠往返于巴黎和塔布之间的高速列车、连接图卢兹和巴约讷之间的城际列车，以及往返于图卢兹和波城一线的区域列车。

### 航空
距离阿热莱斯加佐斯特最近的民用航空站为塔布-卢尔德机场，距离阿热莱斯加佐斯特市中心的公路里程约27公里。

### 城市公共交通
截至2022年10月，阿热莱斯加佐斯特暂无城市公共交通系统。

## 政治

### 市政内阁

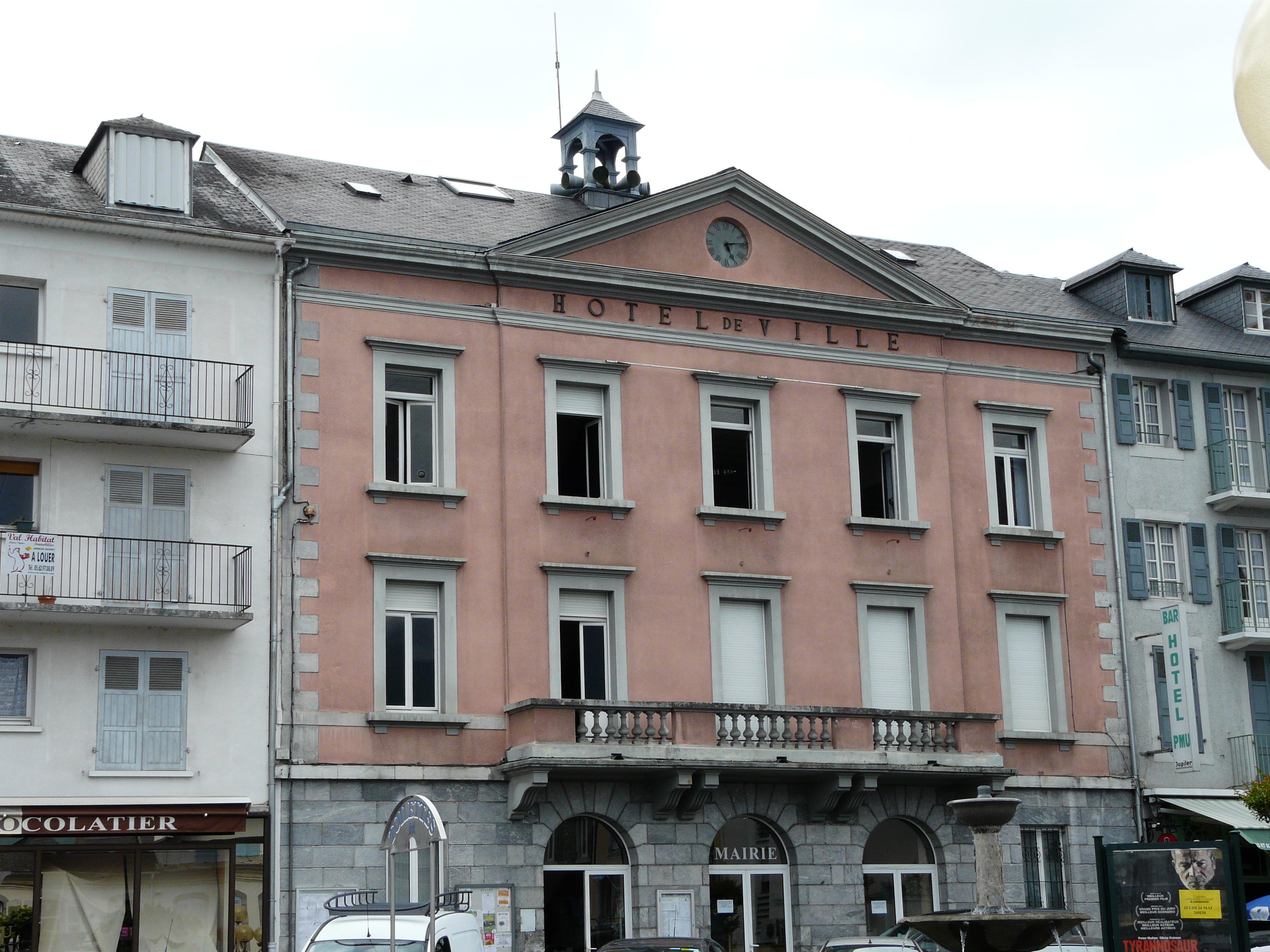
阿热莱斯加佐斯特市政厅

阿热莱斯加佐斯特的现任市长为加埃尔·瓦兰女士（Gaëlle VALLIN），她是一名中间派，在2020年的市政选举中获得了50.94%的支持率。
| 阿热莱斯加佐斯特历届市长 | 阿热莱斯加佐斯特历届市长                | 阿热莱斯加佐斯特历届市长   |
| 任期                     | 市长                                    | 党派                       |
| ------------------------ | --------------------------------------- | -------------------------- |
| 1944年－1945年           | Victor ABBATIE 维克托·阿巴蒂            | 不详                       |
| 1945年－1946年           | Alfred PERS 阿尔弗雷德·佩尔斯           | 不详                       |
| 1946年－1947年           | Victor ABBATIE 维克托·阿巴蒂            | 不详                       |
| 1947年－1961年           | Marcel LEMETTRE 马塞尔·勒梅特尔         | 不详                       |
| 1961年－1971年           | Pierre PÉRUS 皮埃尔·佩吕斯              | CNIP全国独立人士与农民中心 |
| 1971年－1989年           | Maurice COIQUIL 莫里斯·夸基尔           | PRG左派激進黨              |
| 1989年－2008年           | Robert COLL 罗贝尔·科尔                 | UDF法国民主联盟            |
| 2008年－2014年           | Francis CAZENAVETTE 弗朗西斯·卡兹纳韦特 | 無黨籍                     |
| 2014年－2020年           | Dominique ROUX 多米尼克·鲁              | 無黨籍                     |
| 2020年－                 | Gaëlle VALLIN 加埃尔·瓦兰               | Centriste中间派            |

### 各级选举
| 阿热莱斯加佐斯特历届投票选举结果 | 阿热莱斯加佐斯特历届投票选举结果 | 阿热莱斯加佐斯特历届投票选举结果 | 阿热莱斯加佐斯特历届投票选举结果 | 阿热莱斯加佐斯特历届投票选举结果 | 阿热莱斯加佐斯特历届投票选举结果 | 阿热莱斯加佐斯特历届投票选举结果 | 阿热莱斯加佐斯特历届投票选举结果 | 阿热莱斯加佐斯特历届投票选举结果 | 阿热莱斯加佐斯特历届投票选举结果 |
| 选举项目                         | 选举范围                         | 选区单位                         | 选区单位内的选举结果             | 选区单位内的选举结果             | 选区单位内的选举结果             | 选区单位内的选举结果             | 选区单位内的选举结果             | 选区单位内的选举结果             | 参考资料                         |
| 选举项目                         | 选举范围                         | 选区单位                         | 第一轮胜出者                     | 第一轮胜出者                     | 支持率                           | 第二轮胜出者                     | 第二轮胜出者                     | 支持率                           | 参考资料                         |
| -------------------------------- | -------------------------------- | -------------------------------- | -------------------------------- | -------------------------------- | -------------------------------- | -------------------------------- | -------------------------------- | -------------------------------- | -------------------------------- |
| 2017年法國總統選舉               | 法國                             | 市镇                             |                                  | 埃马纽埃尔·马克龙                | 26.55%                           |                                  | 埃马纽埃尔·马克龙                | 74.59%                           | [ 26 ]                           |
| 2017年法国立法选举               | 上比利牛斯省第二选区             | 市镇                             |                                  | 玛丽-阿涅丝·斯塔里奇             | 28.95%                           |                                  | 雅妮娜·迪比耶                    | 58.82%                           | [ 26 ]                           |
| 2019年欧洲议会选举               | 法國                             | 市镇                             |                                  | 娜塔莉·卢瓦索                    | 23.99%                           | （不适用）                       | （不适用）                       | （不适用）                       | [ 28 ]                           |
| 2021年法国省级选举               |                                  | 县                               |                                  | 路易·阿尔马里 玛丽斯·卡雷尔      | 65.55%                           | （不适用）                       | （不适用）                       | （不适用）                       | [ 29 ]                           |
| 2021年法国省级选举               | 市镇                             |                                  | 路易·阿尔马里 玛丽斯·卡雷尔      | 56.39%                           |                                  | （不适用）                       | （不适用）                       | （不适用）                       | [ 29 ]                           |
| 2021年法国大区选举               | 奧克西塔尼大區                   | 市镇                             |                                  | 卡萝尔·代尔加                    | 39.1%                            |                                  | 卡萝尔·代尔加                    | 65.05%                           | [ 30 ]                           |
| 2022年法国总统选举               | 法國                             | 市镇                             |                                  | 埃马纽埃尔·马克龙                | 30.26%                           |                                  | 埃马纽埃尔·马克龙                | 66.52%                           | [ 26 ]                           |
| 2022年法国立法选举               | 上比利牛斯省第二选区             | 市镇                             |                                  | 伯努瓦·穆尔内                    | 31.28%                           |                                  | 伯努瓦·穆尔内                    | 51.53%                           | [ 26 ]                           |

## 人口
2019年，阿热莱斯加佐斯特市镇人口数量为2,911，在法国排名第3,809位。其中男性1,293人，女性1,618人，75岁及以上人口占17.7%，外籍人口数量为92人，人口密度为954人/平方公里，当地居民被称为（男性）或（女性）。2020年，阿热莱斯加佐斯特境内出生18人，死亡人口64人。
| 阿热莱斯加佐斯特1901年－2019年人口变化情况 |
|                                            |
| 数据来源：Cassini、INSEE                   |

## 经济

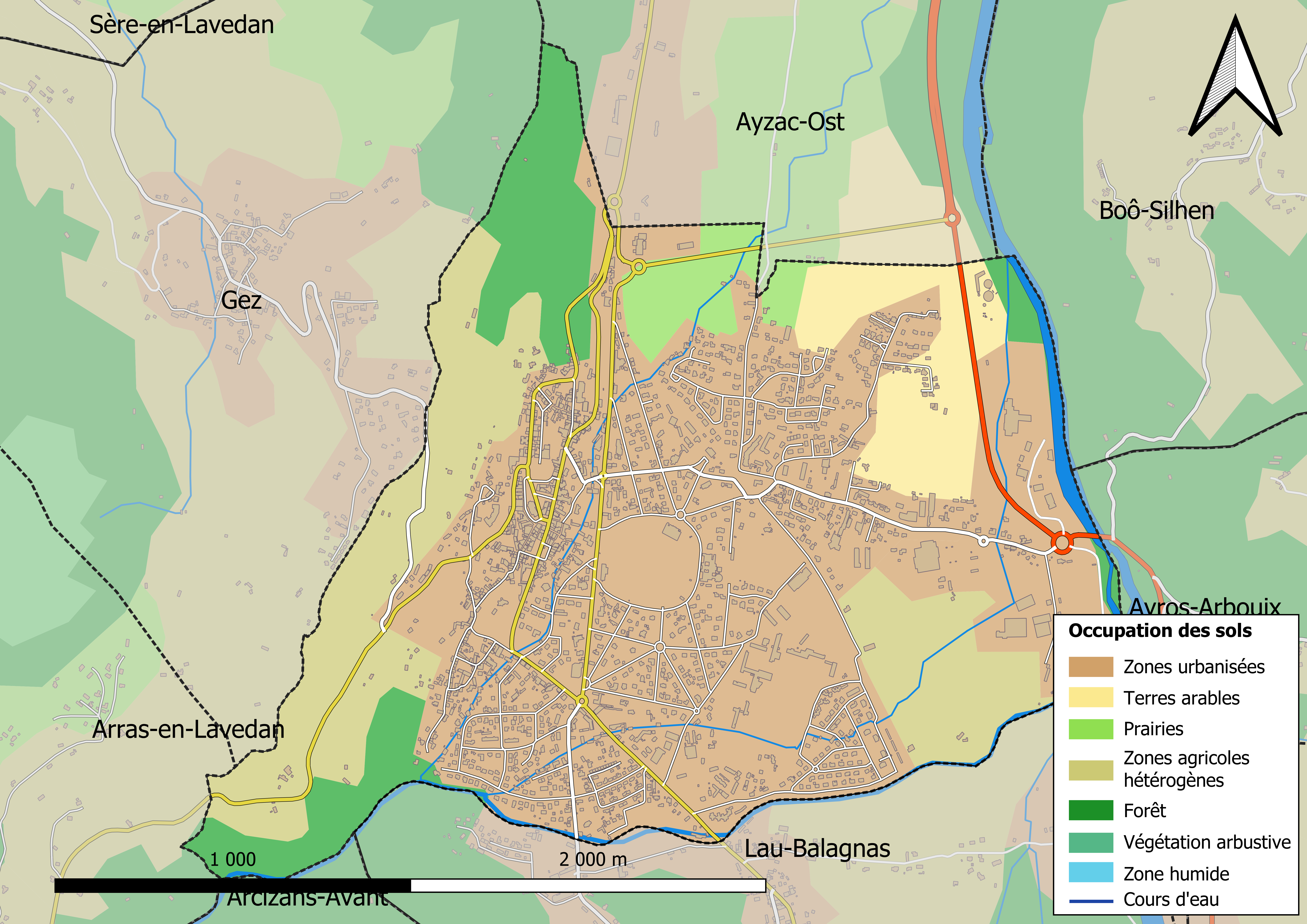
阿热莱斯加佐斯特土地利用情况地图

阿热莱斯加佐斯特是一个区域性的中心城市。截止2022年10月，阿热莱斯加佐斯特市镇范围内共有各类用人单位（包含自雇）714家，平均历史为18年，其中99.29%为中小型企业（PME），2022年8月至10月间，当地的经济活力指数为0.28%。（木材）、（能源）及（暖通设备）是当地2021年营业额最高的三个企业，分别为40,739,367欧元、3,981,310欧元和2,583,265欧元。

## 财政与居民收入
2020年，阿热莱斯加佐斯特的财政收入总额为3,264,610欧元，财政支出总额为2,850,050欧元，当年的债务总额为2,578,370欧元。2021年，阿热莱斯加佐斯特市镇共获得995,289欧元的国家财政补助，比上一年增加了4.34%。
2020年，阿热莱斯加佐斯特的人均月收入总额为1,967欧元，其中高级职员为3,720欧元，低于法国平均水平（4,230欧元）；中级职员为2,467欧元，高于法国平均水平（2,411欧元）；普通职员为1,580欧元，低于法国平均水平（1,740欧元）。
2019年，阿热莱斯加佐斯特境内的青壮年（15至64岁）失业率为14.6%，当地47.7%的家庭拥有纳税资格，平均纳税2,395欧元，低于法国平均水平（3,910欧元）。

## 社会事务

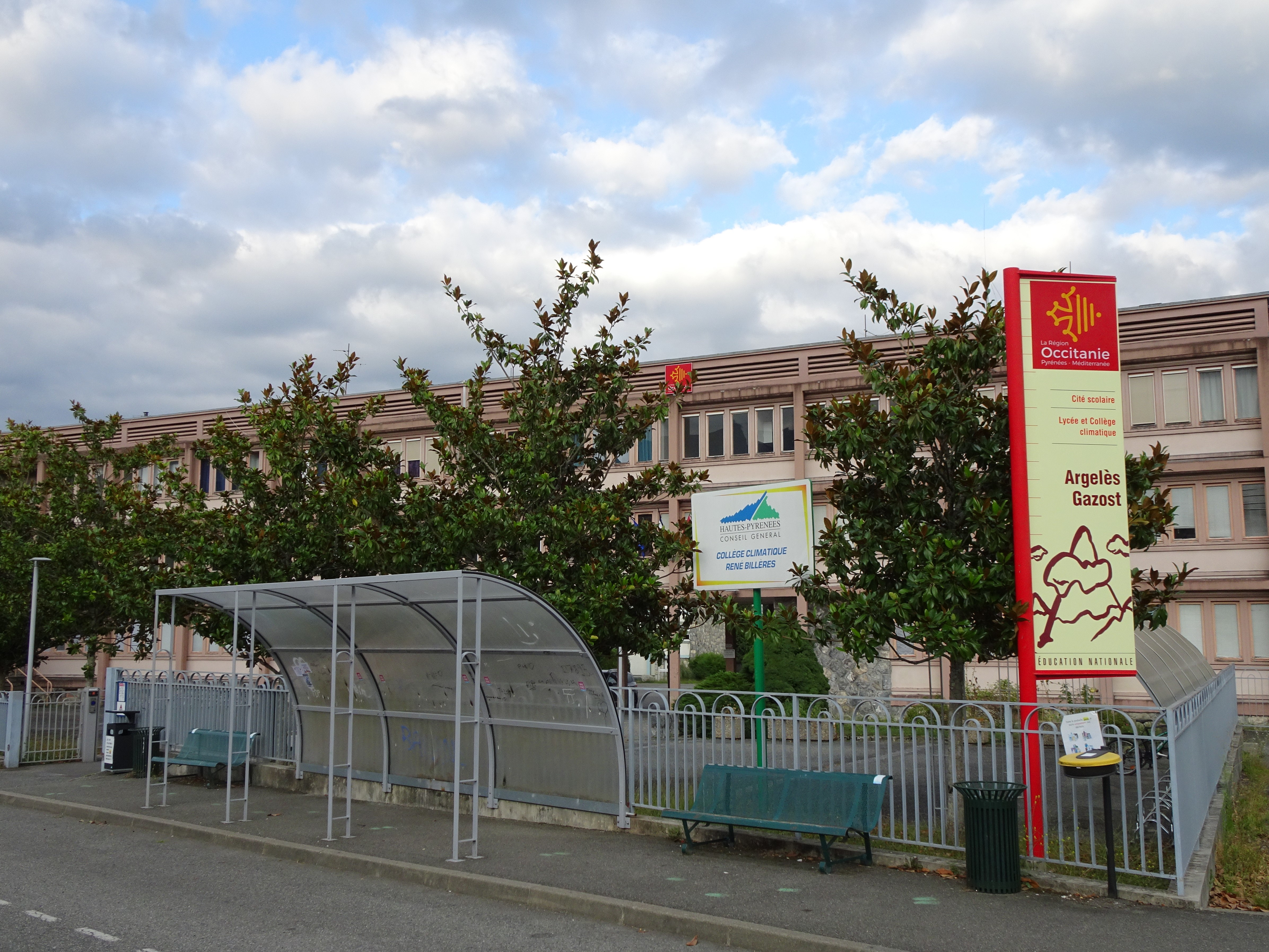
阿热莱斯加佐斯特的一所中学

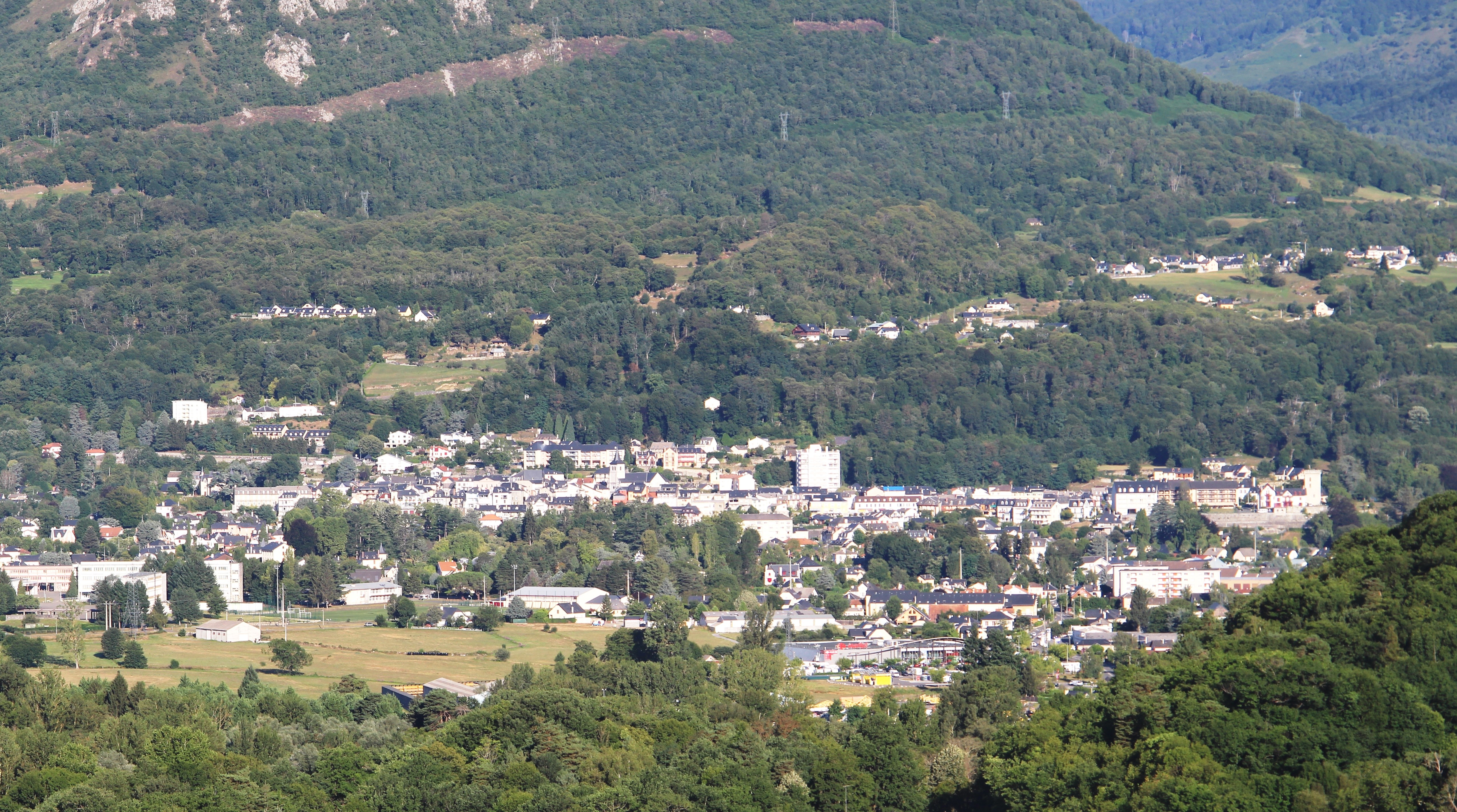
远眺阿热莱斯加佐斯特市区

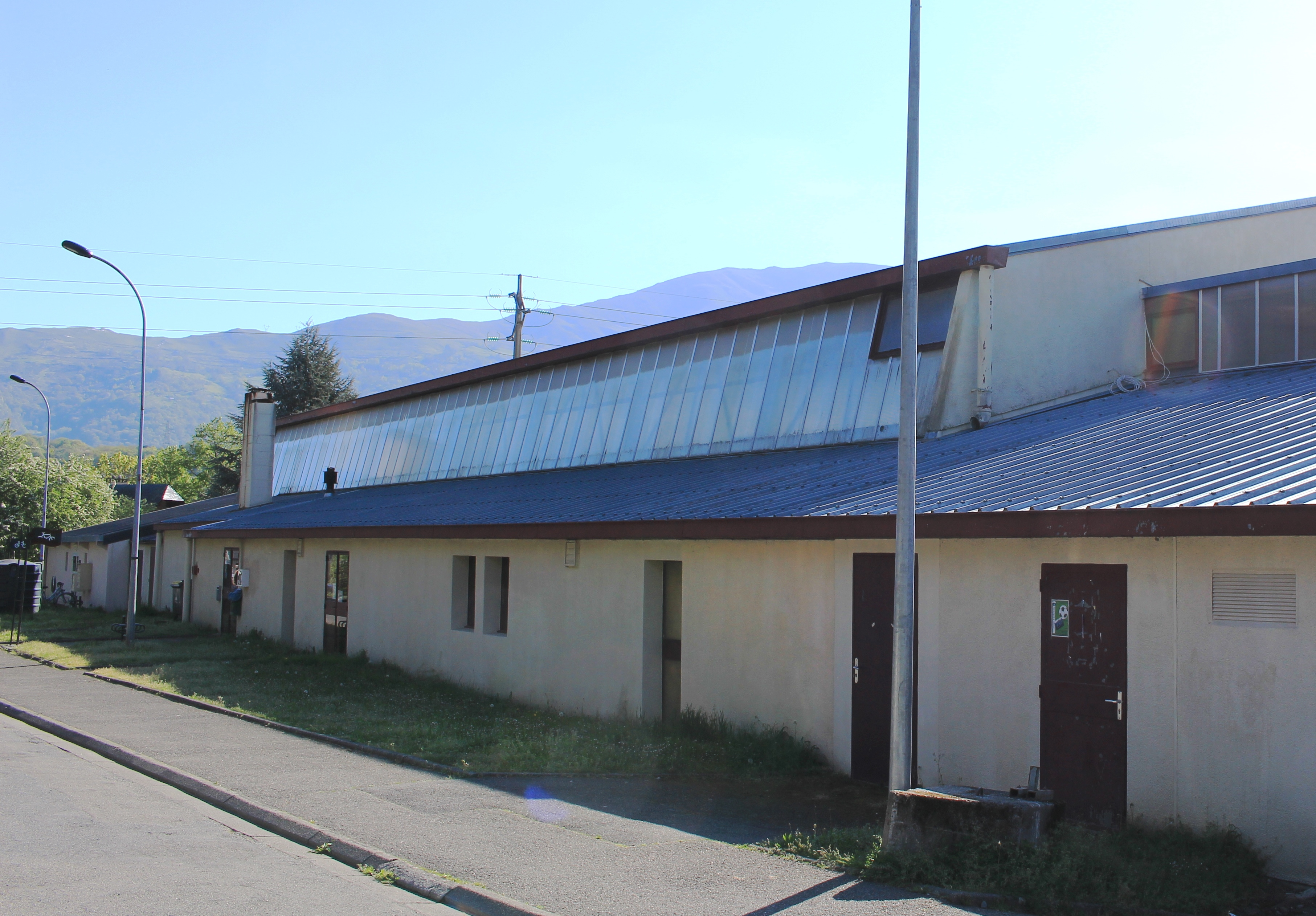
阿热莱斯加佐斯特的一处体育馆

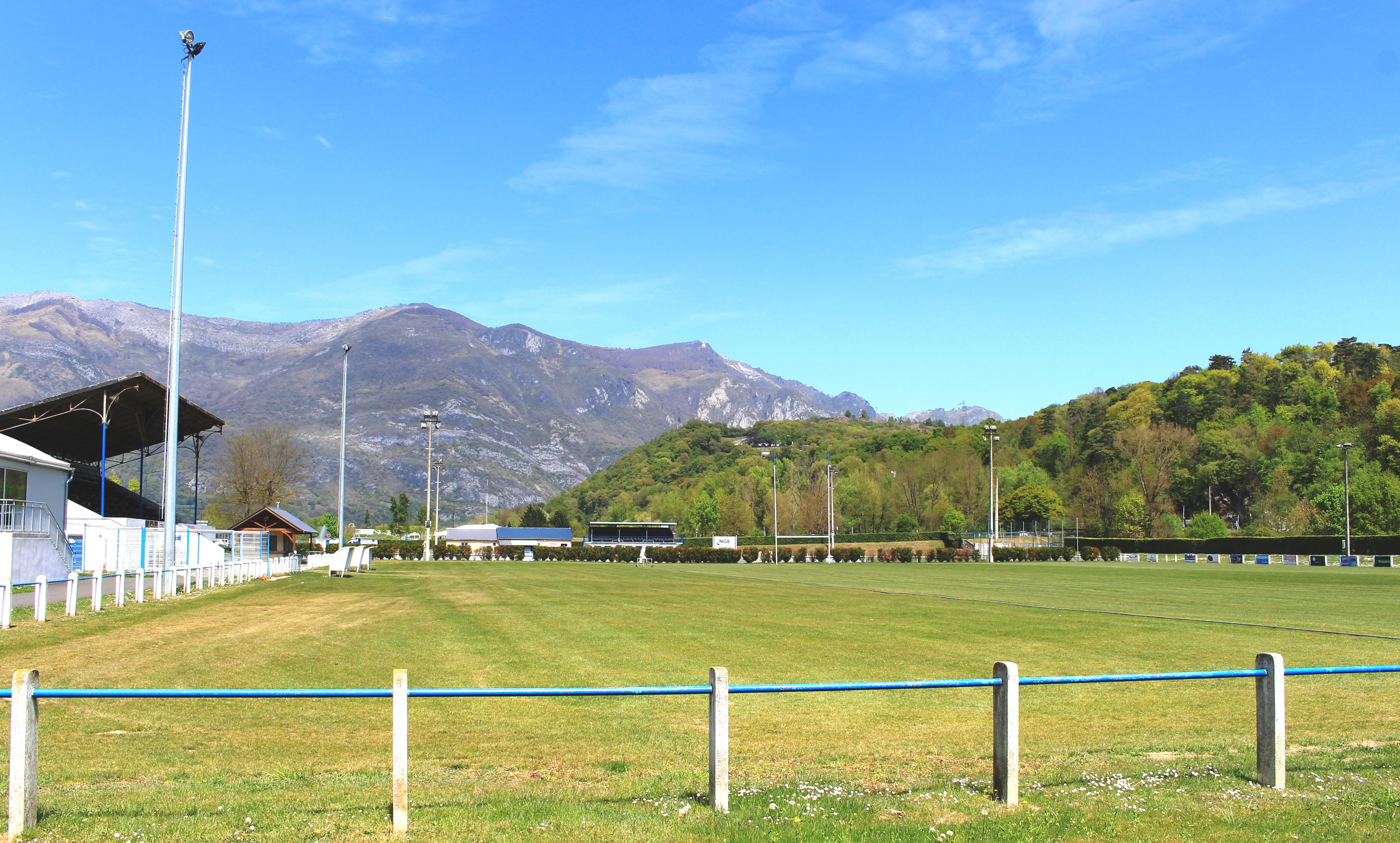
让·贝加里球场

### 教育
阿热莱斯加佐斯特属于图卢兹学区。截止2021年1月1日，阿热莱斯加佐斯特境内共有2所幼儿园、2所小学、1所初级中学和1所普通高中。2018至2019学年度，阿热莱斯加佐斯特境内共有在校中等教育阶段学生681名。

### 医疗
截止2021年1月1日，阿热莱斯加佐斯特境内共有全科医生6名、保健师17名、牙医6名和护士14名。境内共有药房2家、残疾人帮扶中心1家。
距离阿热莱斯加佐斯特最近的区域性医疗机构为卢尔德中心医院（Centre Hospitalier de Lourdes），其主病区位于卢尔德市区，距离阿热莱斯加佐斯特市区的正常车程约22分钟，该院设有床位87个，是当地规模最大的公立综合性医院。

### 住房
2019年，阿热莱斯加佐斯特境内共有各类住房2,392套，其中45.3%为独立式居民区，54.1%为集中式居民区。常住房屋占阿热莱斯加佐斯特市镇范围内居民建筑总量的64.6%。
在住房保障政策方面，2021年，阿热莱斯加佐斯特境内共有337户家庭获得了住房经济补助，受益人数占总人口数量的11.6%，其中329份为房租补助。

### 商业
2021年，阿热莱斯加佐斯特境内共有各类实体商铺122家，其中餐厅16家、大型超市2家、杂货店2家、面包房4家、肉铺4家、书店3家、装饰品店1家、银行门店4家、美容美发店8家、汽车维修店4家。市区东部建有一家家乐福便民超市。

### 体育
2021年，阿热莱斯加佐斯特境内共有2间体育馆以及2处足球或橄榄球场。
阿热莱斯人体育联盟（Union Sportive Argelèsienne）是当地的一家橄榄球俱乐部，其主队2022至2023赛季参加法国全国橄榄球丙组联赛（法国第七级别），其主场为让·贝加里球场（Stade Jean Begaries）。
截至2022年10月，阿热莱斯加佐斯特境内暂无注册足球俱乐部。

### 环境
阿热莱斯加佐斯特的环境事务由其所属的比利牛斯激流谷市镇公共社区联合各级政府协调负责。2021年，阿热莱斯加佐斯特境内暂无污染企业。

### 治安
2021年，阿热莱斯加佐斯特市镇范围内有1处宪兵队。
阿热莱斯加佐斯特国家宪兵队（zone gendarmerie de Argelès-Gazost）的管辖范围共包括79个市镇。2020年，该宪兵队累计记录各类案件618起，其中盗窃类案件294起，经济类案件111起，毒品交易类案件42起。

## 文化
2021年，阿热莱斯加佐斯特境内有1家电影院。阿热莱斯加佐斯特市政府提供多媒体中心，每周一至六向公众开放。

### 建筑
阿热莱斯加佐斯特境内有多处历史建筑，其中三处被列入了法国国家文物保护单位。镇中心的圣萨蒂尔南教堂（Église Saint-Saturnin d'Argelès-Gazost）是当地的地标性建筑物。

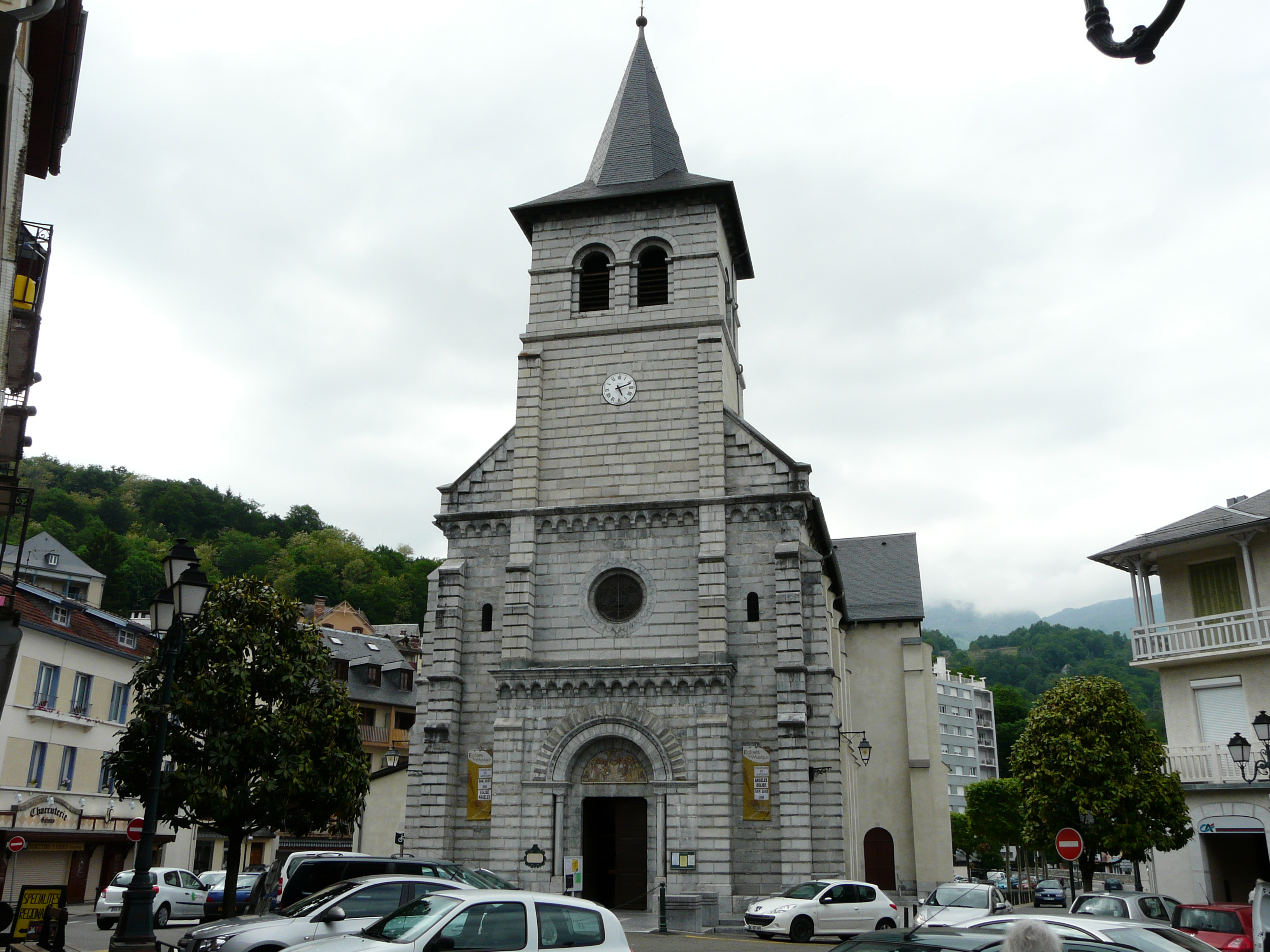
圣萨蒂尔南教堂
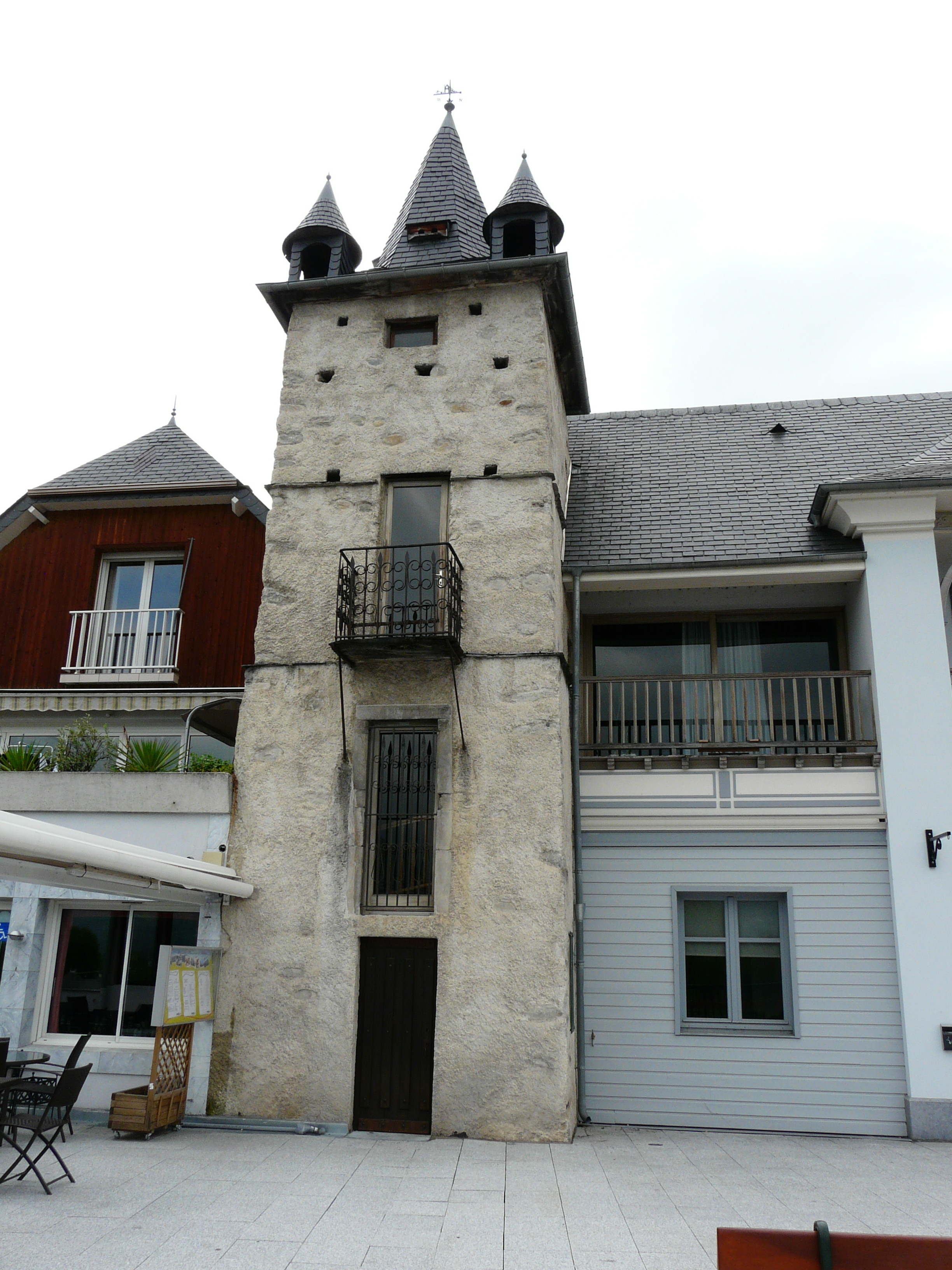
芒代涅塔楼
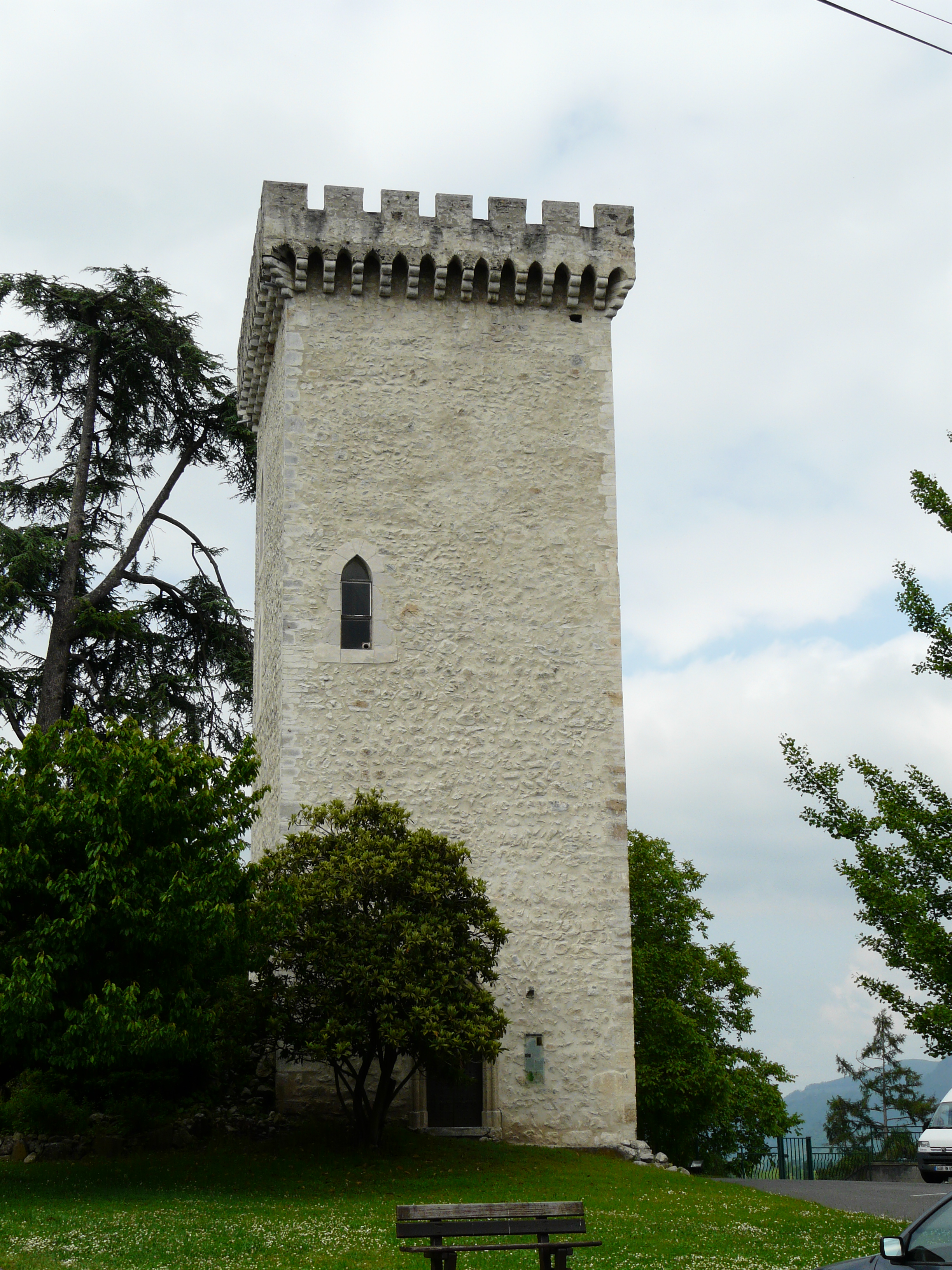
维约扎克塔楼
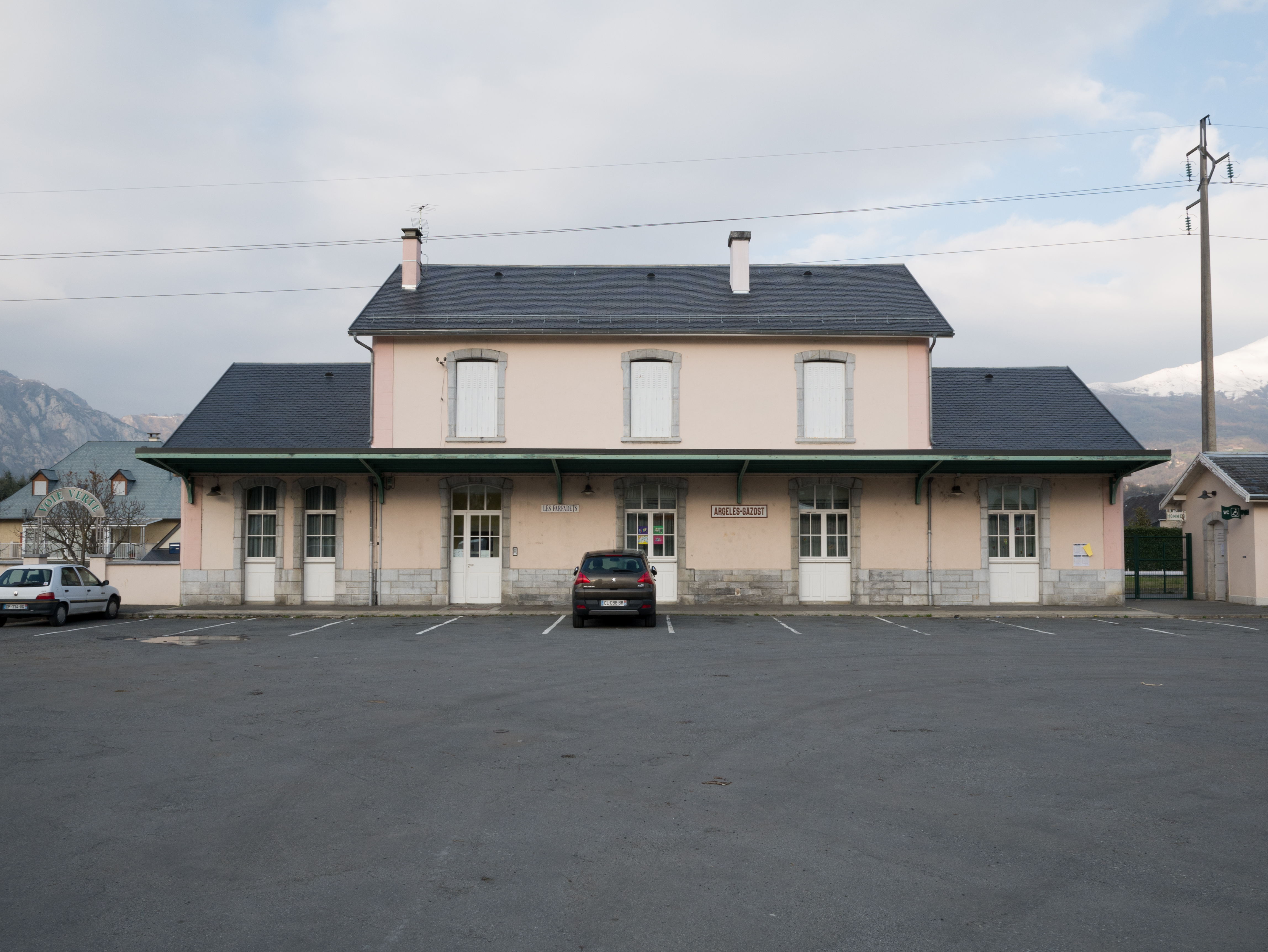
火车站旧站房
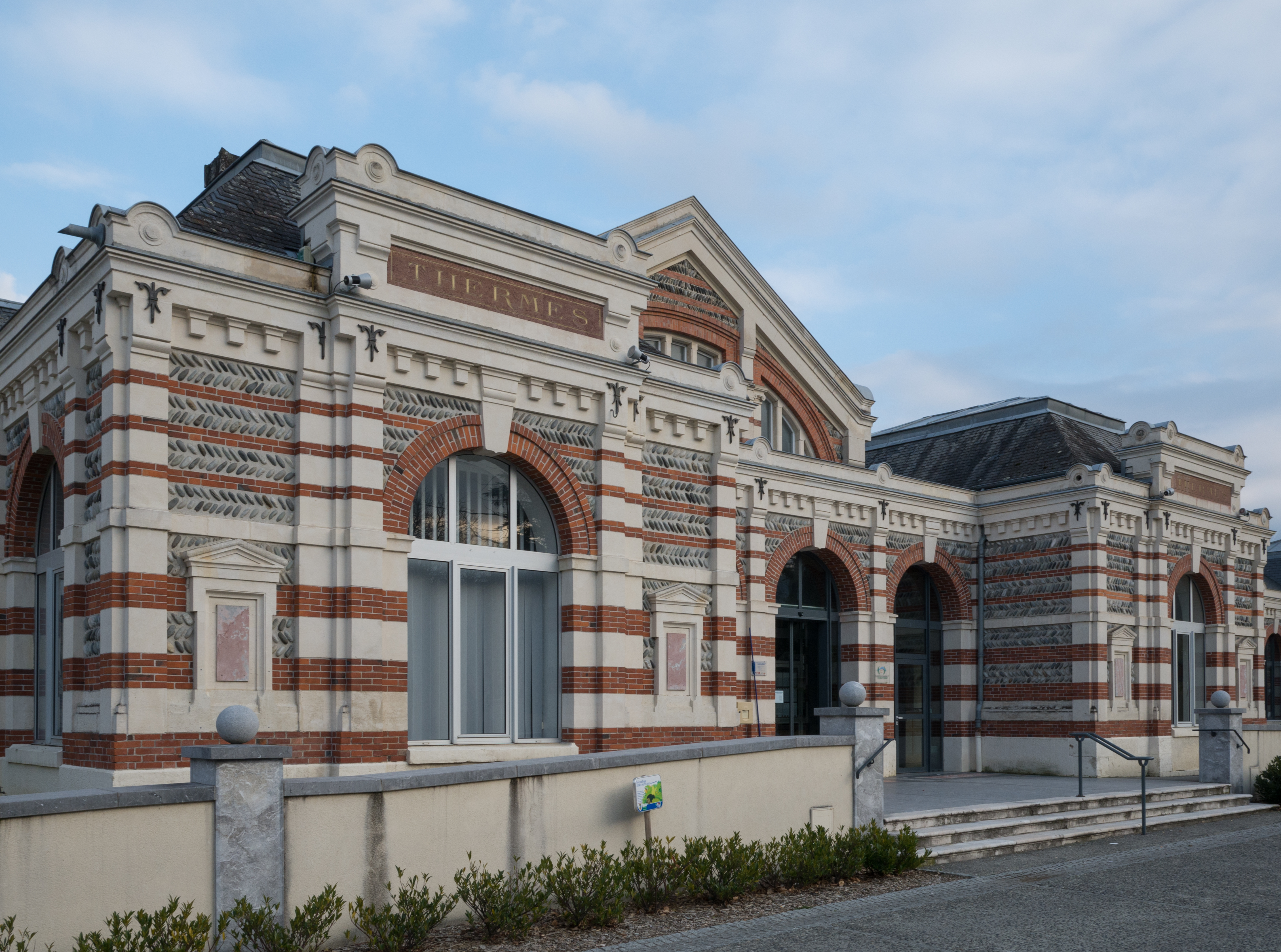
温泉浴场
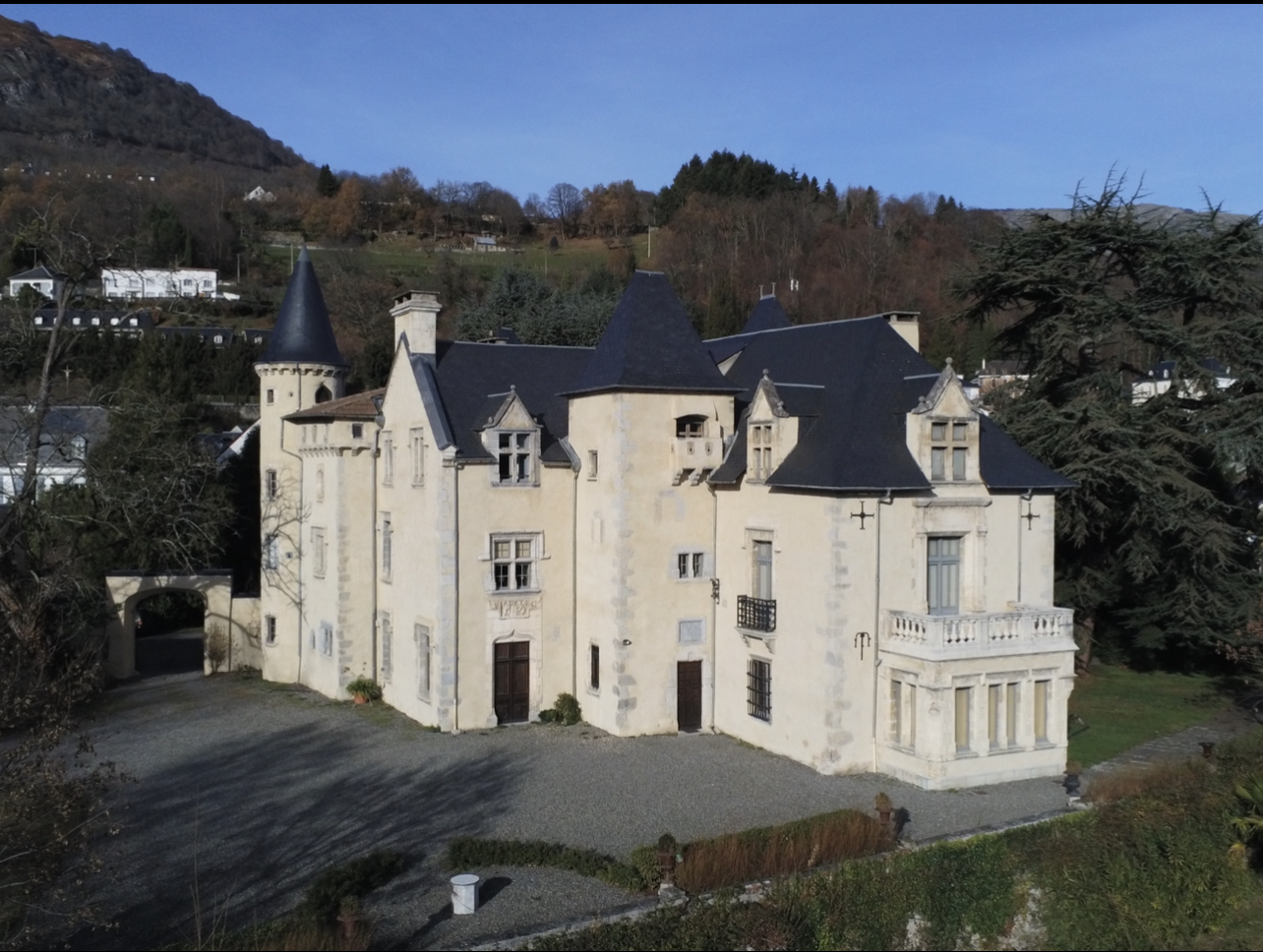
乌鲁城堡
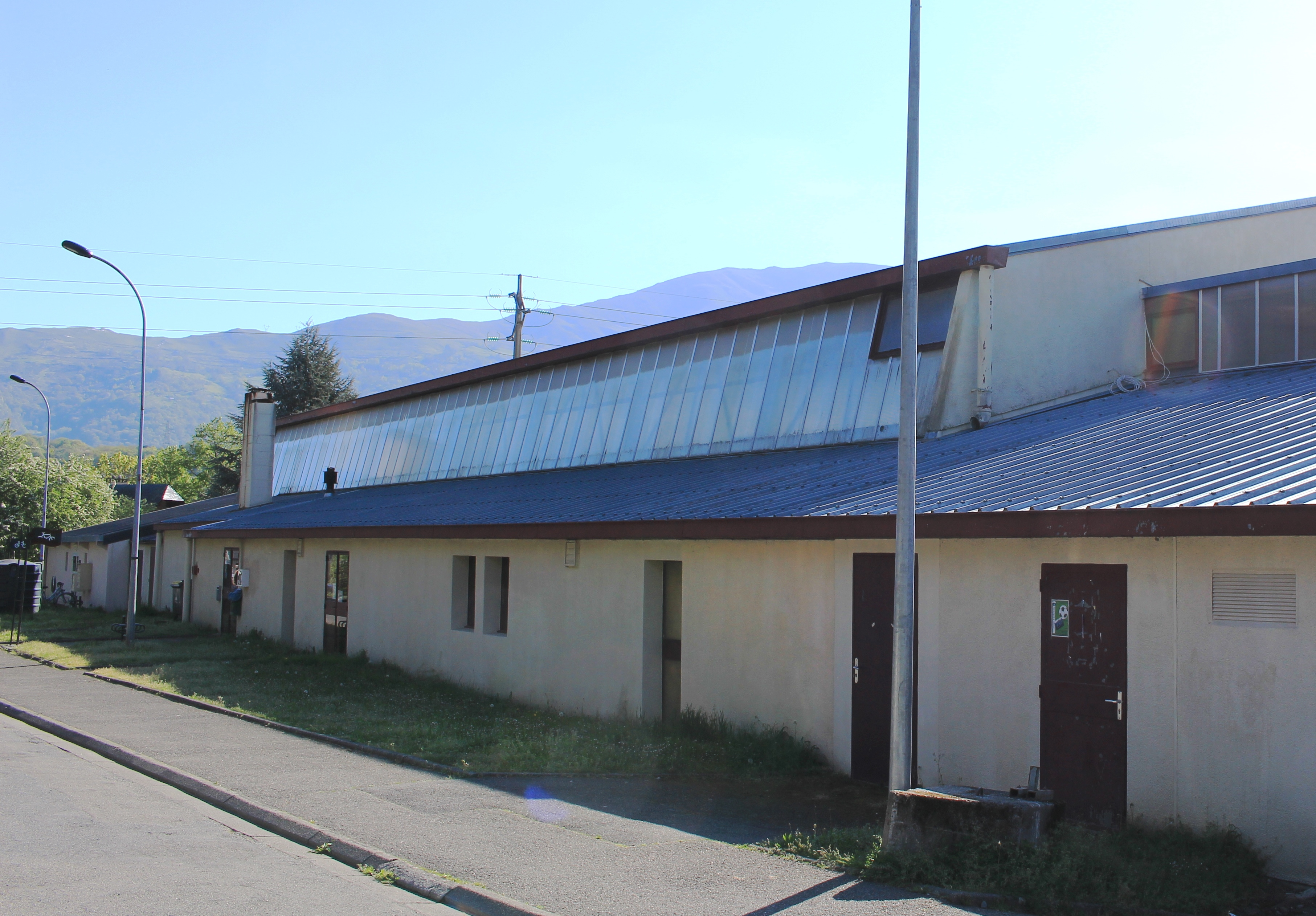
体育馆

### 旅游
阿热莱斯加佐斯特的旅游事务由其所属的比利牛斯激流谷市镇公共社区负责。2022年，阿热莱斯加佐斯特境内共有8家酒店共计158间房间；另有1个露营地，可容纳共478辆露营车。

### 媒体
法国主要的媒体均可在阿热莱斯加佐斯特接收，法国电视三台下属的奥克西塔尼大区频道在部分时段播出阿热莱斯加佐斯特所属区域的地方新闻。《南部追寻》、《比利牛斯新共和国报》、蓝色法兰西贝阿恩-比戈尔广播等是当地主要的地方性媒体。

## 相关人物
法国橄榄球运动员克莱芒·杜邦出生于阿热莱斯加佐斯特。

## 友好城市
截至2022年9月，阿热莱斯加佐斯特暂未建立任何友好城市关系。